# Dangerous Woman World Tour
Dangerous Woman World Tour (abreviado como "DWT") fue la segunda gira musical de la cantante estadounidense Ariana Grande, realizada para promover su tercer álbum de estudio, Dangerous Woman (2016). La gira fue anunciada el 23 de mayo del 2016 y La gira inició el 3 de febrero de 2017 en Phoenix y finalizó el 21 de septiembre del mismo año en Hong Kong. Se ofrecieron un total de 77 conciertos divididos en América del Norte, Europa, Sudamérica, Asia y Oceanía. La empresa encargada de la promoción de la gira fue  Live Nation.

## Antecedentes
Desde el año 2016, Grande ya había dado pequeñas referencias de que estaría de gira a lo largo de la promoción de su tercer álbum. Finalmente, el 9 de septiembre de 2016, la cantante visitó el programa The Tonight Show Starring Jimmy Fallon donde además de actuar con su nuevo sencillo, «Side to Side», anunció la gira para 2017, mostrándose muy ilusionada y entusiasmada. Poco después se publicaron las primeras 36 fechas para América del Norte en su página web oficial y en su Twitter. Asimismo, se supo y Grande prometió que se anunciarán más fechas a nivel internacional próximamente. El 22 de septiembre de 2016, Grande anunció en sus redes sociales que la cantante Victoria Monét y la girlband británica Little Mix se unirán a la gira como actos de apertura en América del Norte. Debido a una alta demanda en el primer concierto de Nueva York, Live Nation anunció vía Twitter que un segundo concierto fue añadido para el 24 de febrero de 2017.
Asimismo, a través de sus redes sociales, la cantante anunció su visita al continente europeo con su gira. Poco después, el 20 de octubre fueron anunciadas las dieciocho fechas para Europa, poco más tarde se agregaron dos nuevas fechas entre Ámsterdam, Londres y Łódź debido a la gran demanda, así completando 21 shows en Europa. El 3 de abril de 2017 Grande dio a conocer dos fechas para Brasil. El 18 de abril, Grande anuncia en su cuenta oficial de Twitter que estaría pasando también por Chile. Más tarde, el 20 de abril se anunciaron las fechas correspondientes para Oceanía siendo 4 shows en total por el continente y así completando cuatro etapas que seguiría la gira. Debido a la gran demanda, en Melbourne y Sídney fueron agregados un segundo show para ambas ciudades. Poco después, fue anunciada la llegada de la cantante a México y por primera vez a Singapur, con motivo del Grand Prix 2017. Seguidamente, se anunciaron dos fechas más para Japón y una para Taiwán. Grande, añadió una segunda fecha en Monterrey y la Ciudad de México y días antes de la preventa en México la cantante añadió una fecha para Guadalajara gracias a que las entradas en los primeros conciertos, se agotaron en el primer día de ventas. Ambas fechas en Monterrey, fueron canceladas horas antes del primer concierto, sin mucha explicación hacia los fanes. Más tarde, el 9 de mayo, fue anunciada una nueva fecha en Costa Rica, siendo la primera vez de Grande en dicho país, al día siguiente fue anunciada una nueva fecha, esta vez para Filipinas y Hong Kong, días después, un nuevo concierto fue anunciado para Argentina, media semana más tarde, fue confirmado un concierto en Tailandia. El 22 de mayo, Ariana Grande se encontraba dando un concierto en Mánchester, Reino Unido, y dos explosiones fueron reportadas en el recinto. El 24 de mayo el equipo de Ariana dijo que hasta el momento se suspenderían 7 conciertos de Europa debido al incidente en Mánchester. Después del atentado en Mánchester, Grande organizó un concierto para recaudar fondos para las víctimas de este atentado, el evento tomará lugar en el Old Trafford Cricket Ground el 4 de junio de 2017. El 10 de junio, Vip Nation publicó una fecha para Vietnam. El 19 de junio se confirmó que la cantante hará un concierto en Corea del Sur, siendo la primera vez que visite dicho país. Del mismo modo, fue anunciada la primera parada de la cantante en China, tres conciertos programados. días después se anunció una tercera fecha para Tokio. Días antes de los conciertos en Monterrey, México se anunciaron las cancelaciones de los mismos por motivos desconocidos.

## Actos de apertura
| Primera etapa (Angloamérica) - Little Mix & Victoria Monét - (3 de febrero de 2017 - 15 de abril de 2017) - BIA - (19, 21 de febrero de 2017 y 11 de marzo de 2017) Segunda etapa (Europa) - BIA - (8 de mayo de 2017 - 22 de mayo de 2017) - Victoria Monét - (8 de mayo de 2017 - 17 de junio de 2017) - KnowleDJ - (7 de junio de 2017 - 17 de junio de 2017) | Tercera etapa (Latinoamérica) - DJ Ronaldinho y Sabrina Carpenter - (29 de junio de 2017 - 1 de julio de 2017) - Victoria Monét - (3 de julio de 2017 - 13 de julio de 2017) - Oriana Sabatini - (5 de julio de 2017) - Échele Miel, Fátima Pinto y CNCO - (9 de julio de 2017) Cuarta etapa (Asia y Oceanía) - Beverly - (10 de agosto de 2017) - Little Glee Monster - (12 de agosto de 2017 - 13 de agosto de 2017) |

## Recepción y críticas
Críticamente

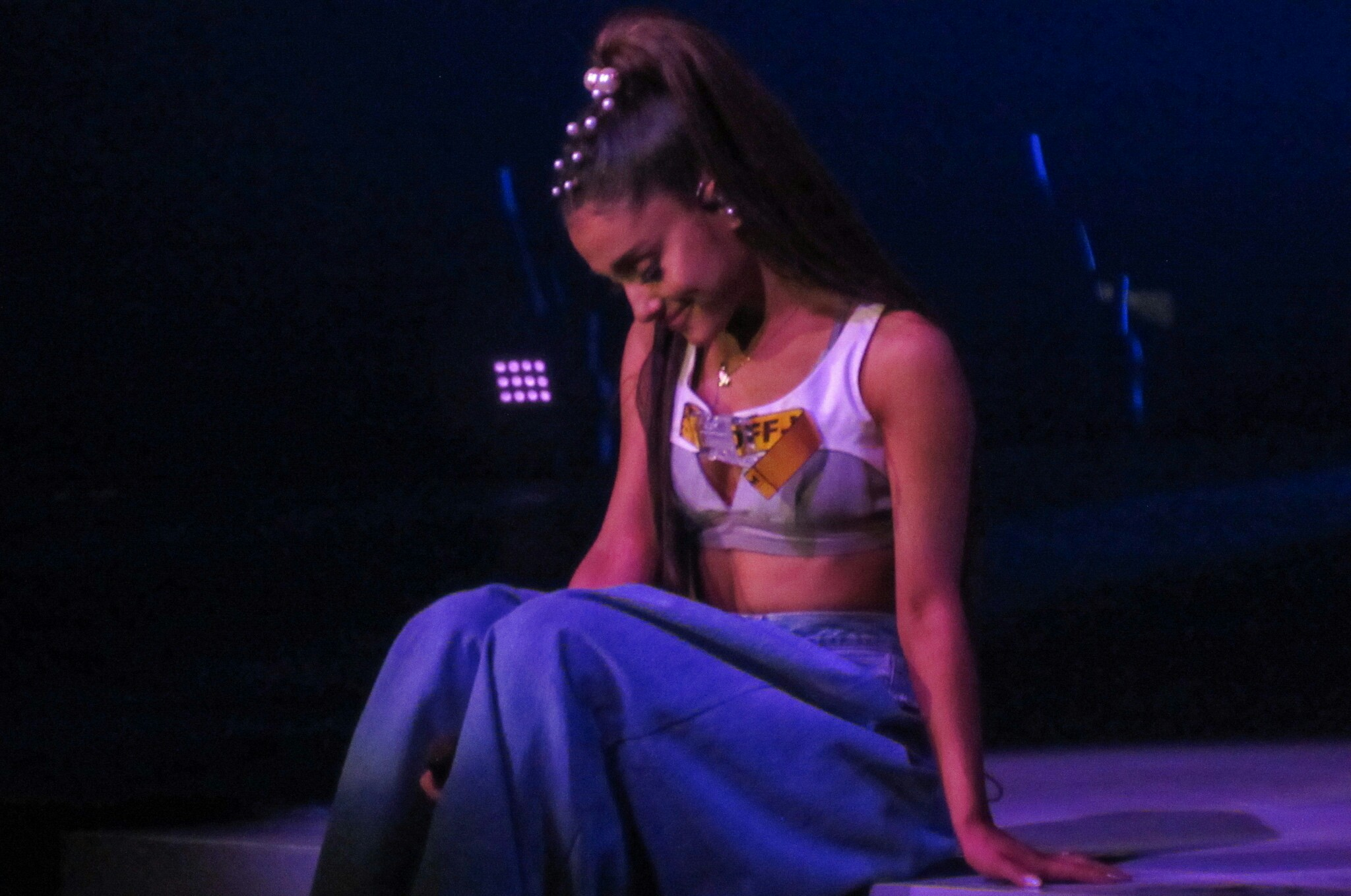
Grande en vivo.

Ian Caramanzana escribió para Las Vegas Weekly: "El vibrato y el amplio espectro de Grande son la estrella de su show, y ella está en su mejor momento cuando es solo ella, un micrófono y su banda - especialmente cuando ella realiza... baladas ". Ed Masley comentó para The Arizona Republic que Grande ha crecido "en una diva de R&B auto-confiada con las chuletas vocales para respaldar la arrogancia confiada que ella trajo al escenario ... Vocalmente, Grande expuso más poder y pasión que nunca, especialmente en las baladas ". En otra revisión positiva, Jon Pareles para The New York Times elogió a Grande por no recurrir al valor de choque. Describió el concierto como "un espectáculo de confianza, destreza y aplomo", y continúa diciendo: "En el escenario, la Sra. Grande, una ex estrella infantil que tiene una exposición nacional en Nickelodeon, hace gala de profesionalidad".
El escritor de The Guardian, elogió a Grande como una gran vocalista. "La soprano de cuatro octavas de Grande ha sido confirmada como una fuerza de la naturaleza" y expresó una opinión positiva sobre el concepto y diseño del espectáculo: "gracias a Dios hay cambios de vestuario para el respiro - cuatro, en el que se viste de negro, gris, blanco y negro de nuevo - o la cola de caballo de Grande podría desmoronarse como un corcho de champán". Del mismo modo, Chris Kelly para The Washington Post escribió que su magnífica soprano de cuatro octavas a menudo estaba oscurecida por su banda de bajo y pesado backing mientras describía el espectáculo como "una vitrina prístina de su inmenso talento vocal . " Kristin Corpuz, de Billboard, dio una revisión positiva por su actuación en el Madison Square Garden, escribiendo: "Ella está mostrando un sonido más maduro y una imagen más áspera. Con trajes hechos a la medida por el diseñador de moda de celebridades Bryan Hearns, Grande electrificó al Madison Square Garden con su sección rítmica de cuatro piezas y 10 bailarinas de respaldo ". Dan Hyman, de Chicago Tribune, opinó que "aparte de una enorme pantalla de proyección que vivía detrás del escenario y se extendía el ancho de la arena, la producción parecía un poco barata para un espectáculo de esta escala". A pesar de expresar una opinión mixta, el editor complementa: "Pero no importa para esta talentosa cantante: todo lo que Grande necesita para salvar cualquier momento tan incómodo es marcar el bajo y cinturón de algunas de sus magníficas vocales". Un informe de  Billboard  comentó más tarde el último concierto de la gira de Grande, comentando "más que entregada con su impresionante gama vocal, movimientos de baile sensual, energía imparable y un giro de cambios de vestuario ... [A través de su gira] Grande ha reunido a la gente a través de la música para amarse y apoyarse mutuamente ".
Comercialmente
En mayo de 2017 se supo gracias a Billboard que la primera etapa de la gira, formada por las 30 fechas norteamericanas, obtuvieron una recaudación de 24,5 millones de dólares, con una asistencia de más de 323.000 personas. En julio de 2017 se supo que, con 52 conciertos realizados, la gira había recaudado más de 41,4 millones de dólares y 577 304 mil boletos vendidos. En diciembre de 2017 se supo que la gira había conseguido recaudar un total de más de 71 millones de dólares.

## Sinopsis del concierto
Acto 1
Todo comenzaba con un video en la pantalla del escenario, donde se veía a Grande y sus dos bailarines principales en un video haciendo señas al público para alientarlos mientras se podía ver debajo un cronómetro en cuenta regresiva de diez minutos, al finalizar el cronómetro Grande en el video tira un beso al público y las luces se apagaban por completo. De repente comienza a sonar la melodía de «Be Alright» junto con un baile de luces, entonces aparecen 10 bailarines haciendo la coreografía del tema, mientras Grande aparecía por detrás para comenzar a cantar, en la pantalla se podía ver el rostro de la cantante en blanco y negro haciendo diferentes poses junto a sus bailarines. Luego presentaba la canción «Everyday» en la cual había humo y fuego que salían del escenario mientras Grande cantaba y bailaba con la pantalla de color rojo. Pronto sonaba «Bad Decisions» en la cual Grande y sus bailarines se subían y bailan en pilares que emergian del piso. Para finalizar el primer acto, Grande cantaba «Let Me Love You» mientras en la pantalla se proyectaba un castillo o mansión que se iluminaba por dentro con distintas luces, al terminar de cantar Grande se acostaba en una plataforma que emergia del suelo para pasar al siguiente acto.
Acto 2
En la pantalla se proyectaba un video de Grande interpretando una intro llamada «Baby Loves» (no añadida al álbum Dangerous Woman por razones desconocidas)[cita requerida], con luces rosas y celestes para hacer la transición a la primera canción del segundo acto, entonces Grande aparecía para interpretar «Knew Better Part 2» en el cual ella y sus bailarines subían a una escalera que surgía del escenario, luego se producía una transición de sonido en la cual los bailarines se subían a unos pilares que aparecían del escenario y comenzaban a golpearlos con unas varas al ritmo de la transición a la siguiente canción, al mismo tiempo que estos se iluminaban con distintos colores cada vez que los golpean, comenzando así la canción «Forever Boy», al terminar ésta, empezaba «One Last Time», entonces Grande se sentaba sola en la punta de la pasarela mientras una luz la enfocaba. Luego cantaba «Touch It» en la cual tanto la pantalla como el escenario completo proyectaban figuras y patrones que seguían el ritmo de la música creando un ambiente espectacular. Para finalizar el segundo acto el escenario se cubría de humo y la cantante se colocaba en la pasarela para interpretar «Leave Me Lonely», después salía del escenario por medio de las cortinas de la pantalla para seguir al acto siguiente.
Acto 3
En la pantalla se podía ver un vídeo de interludio sobre el feminismo, entonces aparecía Grande junto con cuatro bailarines pedaleando en bicicletas fijas sobre una plataforma para interpretar «Side to Side», en la pantalla se podía observar partes del vídeo de la canción como también tomas de la actuación mientras en el escenario se montaba un pequeño gimnasio. Después era interpretada la canción «Bang Bang» en la cual Grande y sus bailarines hacían una coreografía por todo el escenario. A continuación Grande canta «Greedy» en la cual eran disparados dólares con la cara de Grande y el título “Dangerous Woman-Greedy for love”. A partir de la segunda etapa de conciertos (en Europa), Grande pedía a los asistentes que levantaran sus manos y comenzaran a aplaudir, del mismo modo comenzaba a cantar «Focus» en una versión más corta, además en la pantalla se podían ver partes del vídeo musical de la canción. Para finalizar el tercer acto Grande se ubicaba en el centro del escenario para interpretar «I Don't Care» y al finalizar la interpretación salía del escenario.
Acto 4
Luego había un interludio musical con el final extendido de «I Don't Care» para que Grande apareciera arrodillada en la punta de la pasarela para cantar «Moonlight» en la cual la pasarela se cubría de humo y la pantalla mostraba un cielo estrellado. Así, sigue el turno de «Love Me Harder» en la cual había un espectáculo de luces láser y Ariana cantaba junto al público, luego sonaba una versión de «Break Free» con algunos ajustes de R&B en la cual también había un gran espectáculo de luces en líneas y figuras de colores. Después seguía «Sometimes» en la cual Grande cantaba sola por todo el escenario interactuando con sus asistentes en las zonas cercanas al escenario mientras caían globos del techo, siguiendo este ambiente, Grande se sentaba en el inicio de la pasarela y cantaba «Thinking Bout You», mientras en la pantalla se mostraban iluminaciones de colores que comenzaban a formar figuras de personas abrazándose en la cual aparecían tanto parejas heterosexuales como homosexuales haciendo apoyo a la comunidad LGBT. En conmemoración a las víctimas del atentado en Mánchester, Grande empezó a interpretar un cover de «Somewhere Over The Rainbow», mientras el escenario era iluminado de tonos morados, esta parte de la gira, se llama "Interchangeable" o en español "Intercambiable". Luego los bailarines emergian al escenario con unas varas luminosas y junto a Grande bailaban al ritmo de «Problem» con una nueva adaptación más R&B de esta. Para finalizar el cuarto acto Grande interpretaba «Into You», mientras en la pantalla se veía un desierto, mientras algunos de los bailarines seguían bailando con las varas luminosas, otros se subían a los pilares que salían del escenario, al finalizar la canción Grande salía del escenario.
Acto 5 (Encore)
Luego de un tiempo de silencio comenzaba a sonar «Dangerous Woman», mientras Grande surgía del piso, el escenario se cubría de humo y las luces se tornaban rojas. Grande caminaba por la pasarela mientras había explosiones de humo, todo con una fila de fuego en la pasarela del escenario. Grande terminaba la canción, se despedía del público y agradecía su presencia finalizando así el espectáculo mientras un pequeño fragmento de «Dangerous Woman» sonaba de fondo, luego de esto se encendian las luces de la arena y todos los asistentes se retiraban.

## Setlist
- Acto 1-Countdown (Interlude)

1- «Be Alright»
2- «Everyday»
3- «Bad Decisions»
4- «Let Me Love You»
- Acto 2-«Baby Loves Interlude»

5- «Knew Better Part 2»
6- «Forever Boy»
7- «One Last Time»
8- «Touch It»
9- «Leave Me Lonely (versión extendida)»
- Acto 3-«Female Interlude»

10- «Side to Side» 
11- «Bang Bang» 
12- «Greedy» 
13- «Focus (a partir del show de Estocolmo)» 
14- «I Don't Care» 
- Acto 4«Band Interlude»

15- «Moonlight» 
16- «Love Me Harder» 
17- «Break Free (R&B Remix)»
18- «Sometimes»
19- «Thinking Bout You»
20- «Somewhere Over The Rainbow»(a partir del show de París)
21- «Problem (R&B Remix)»
22- «Into You»
- Acto 5 (Encore)

23- «Dangerous Woman»